# Влада Бранка Ђерића
Влада Бранка Ђерића изабрана је 22. априла 1992. године на Палама у Српском Сарајеву. Била је то прва Влада Републике Српске. Претходник Владе је Министарски савјет од 24 члана који је основан 20. децембра 1991. Министарски савјет је престао да постоји 27. марта 1992. Прву Владу су поред предсједника чинила и три министра. На другој сједници одржаној 12. маја 1992. у Бањој Луци, основано је још девет министарстава.

## Састав Владе
| Предсједник и потпредсједници Владе | Функција                                                                    | Функција     |
| ----------------------------------- | --------------------------------------------------------------------------- | ------------ |
| Бранко Ђерић                        | Предсједник Владе                                                           |              |
| Милан Трбојевић                     | Потпредсједник Владе                                                        |              |
| Момчило Пејић                       | Потпредсједник Владе                                                        |              |
| Министар                            | Министарство                                                                | Министарство |
| Алекса Милојевић                    | Министарство за просторно уређење Министарство развоја, науке и технологије |              |
| Момчило Мандић                      | Министарство правосуђа и управе                                             |              |
| Драган Калинић                      | Министарство здравља, социјалне заштите и заштите породице                  |              |
| Божидар Антић                       | Министарство привреде                                                       |              |
| Мићо Станишић                       | Министарство унутрашњих послова                                             |              |
| Богдан Суботић                      | Министарство одбране                                                        |              |
| Петра Марковић                      | Министарство финансија                                                      |              |
| Алекса Буха                         | Министарство иностраних послова                                             |              |
| Велибор Остојић                     | Министарство информација                                                    |              |
| Љубомир Зуковић                     | Министарство образовања, науке, културе и вјера                             |              |
| Недељко Лајић                       | Министарство саобраћаја и веза                                              |              |
| Миливоје Надаждин                   | Министарство пољопривреде и шумарства                                       |              |